# Diagrille

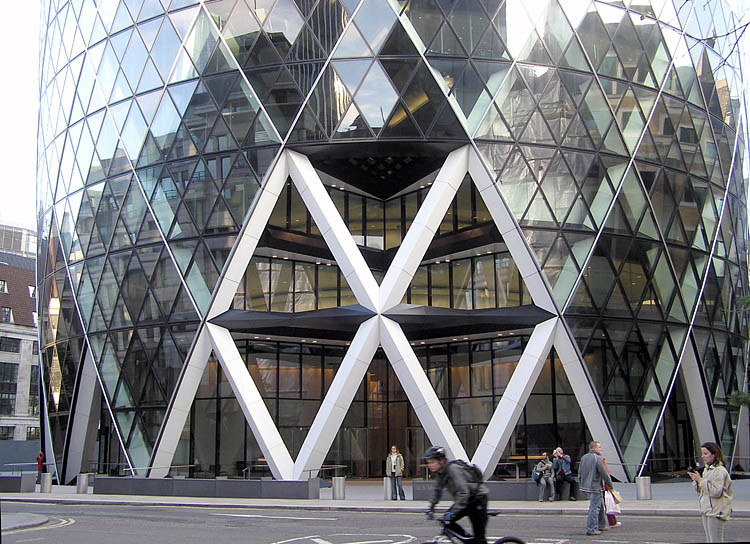
Base du 30 St Mary Axe, Londres, Royaume-Uni

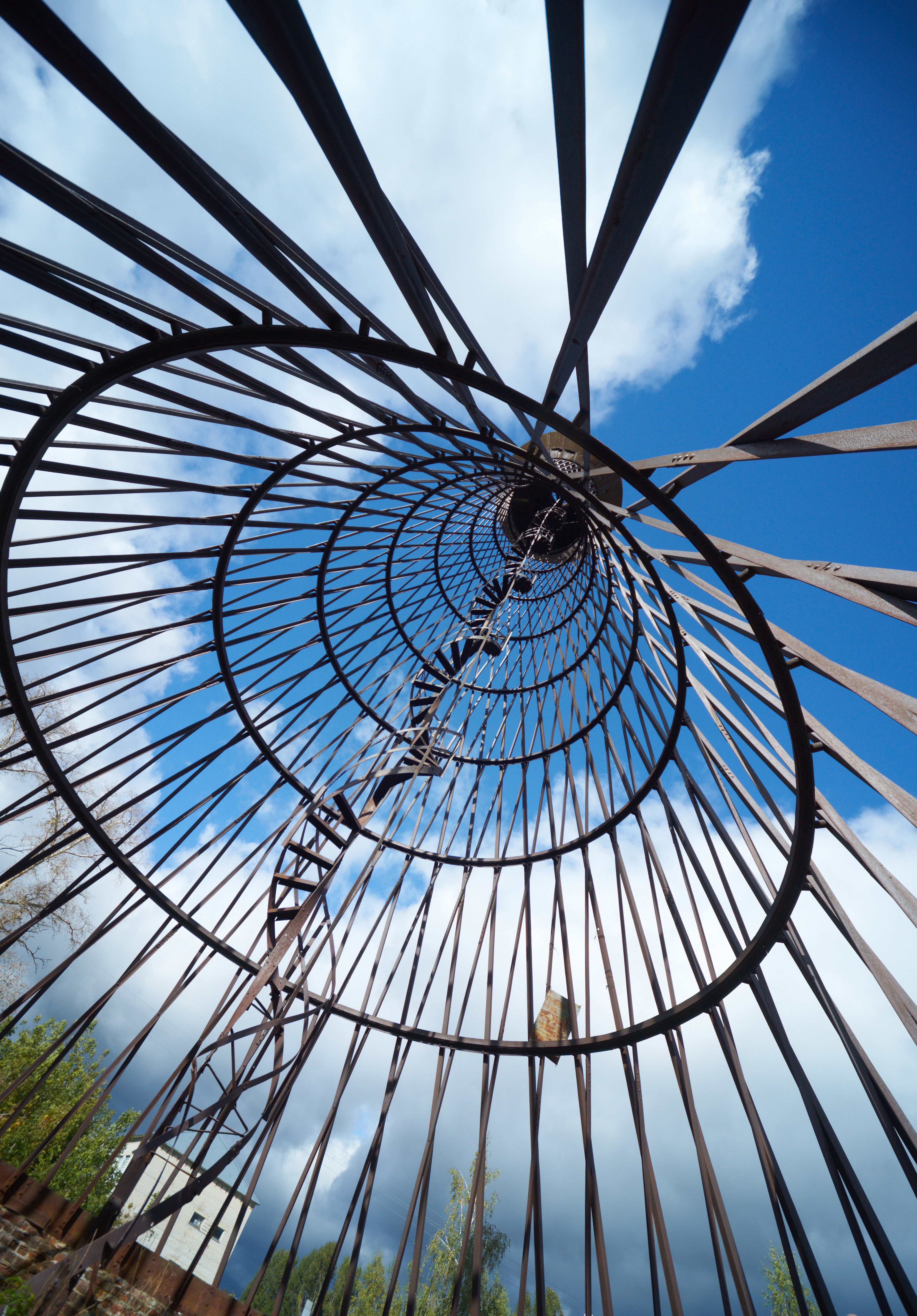
La première structure hyperboloïde diagrille au monde à Polibino, Russie

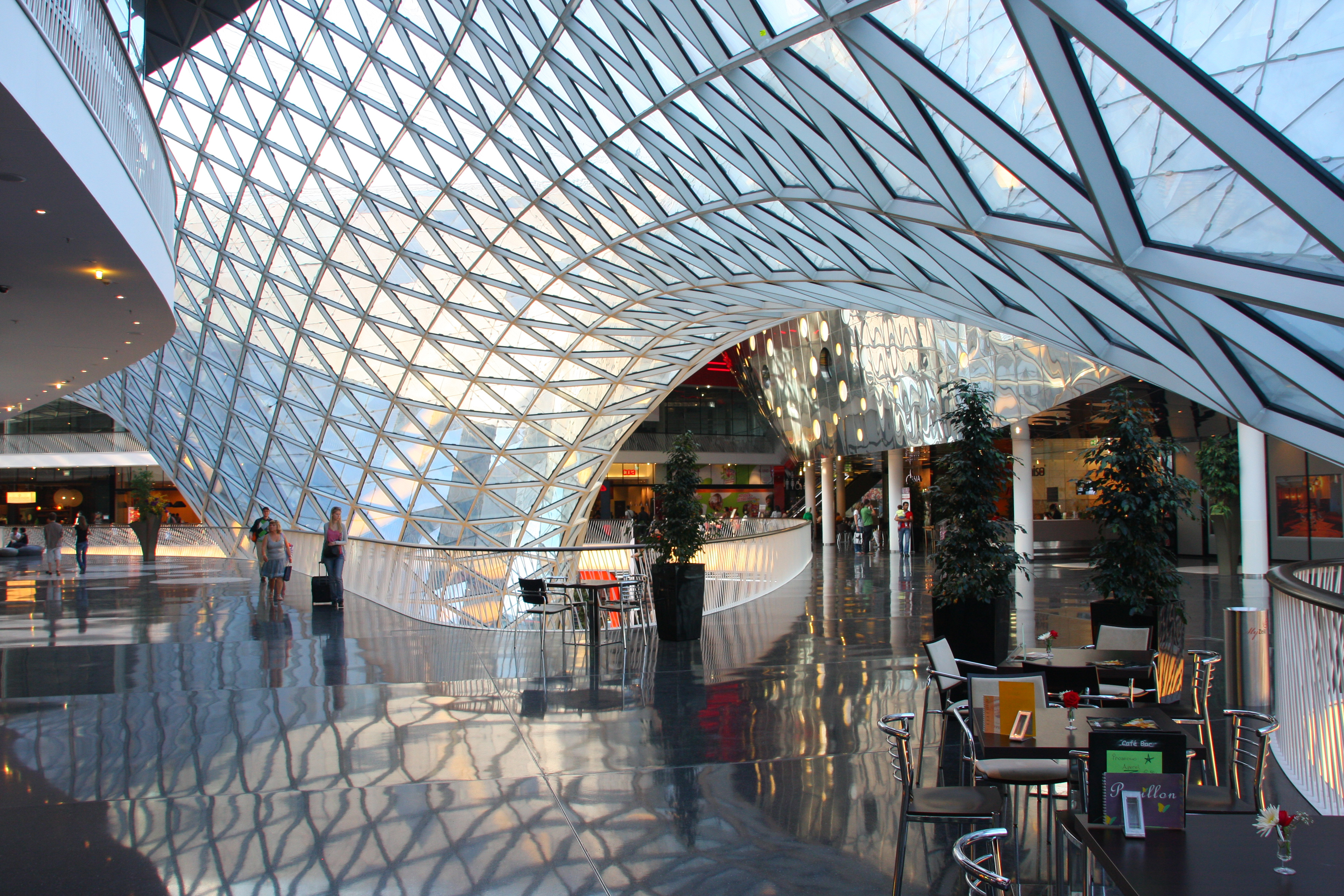
MyZeil, Francfort, Allemagne

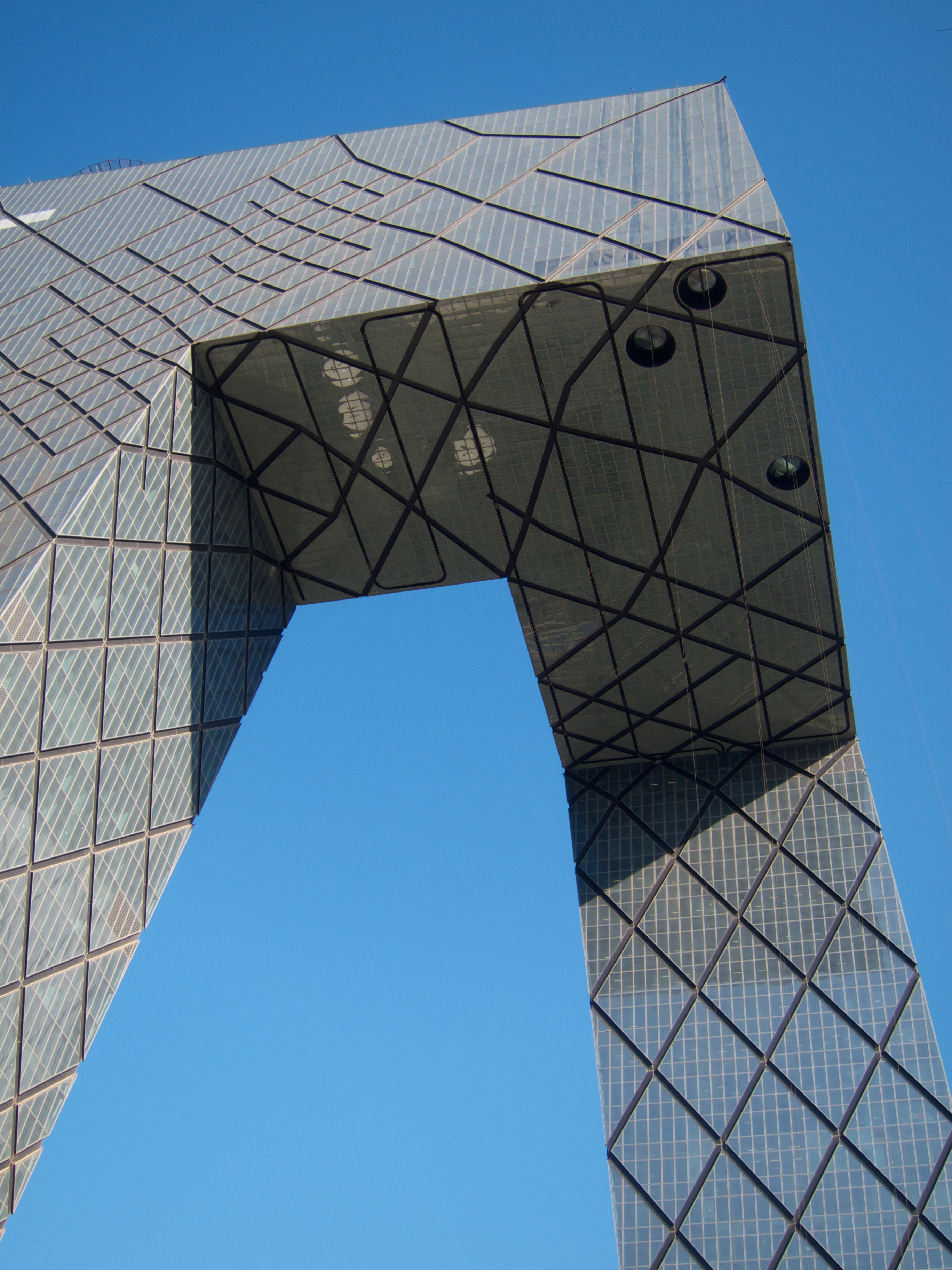
Siège de CCTV, Pékin, Chine

Une diagrille (diagrid, un mot-valise de diagonal grid) est une résille de poutres en métal, en béton ou en bois se croisant en diagonale et utilisée dans la construction de bâtiments et de toits. Elle nécessite moins d'acier de construction (voir aussi structural steel) qu'une charpente en acier conventionnelle. La Hearst Tower à New York, conçue par Norman Foster, utilise 21 % d'acier en moins qu'une conception standard. La grille élimine le besoin de colonnes et peut être utilisée pour créer de grandes étendues de toiture sans colonnes. Un autre bâtiment emblématique conçu par Foster, le 30 St Mary Axe, à Londres, au Royaume-Uni, connu sous le nom de « The Gherkin », utilise également ce système de grille.
L'architecte britannique Ian Ritchie écrivait en 2012 :
« The origin of 'diagonal' structures is surely the Russian genius Vladimir Shukhov. He pioneered new analytical methods in many different fields, and I have been fortunate to visit some of his constructed projects more than once. Shukhov left a lasting legacy to early Soviet Russia constructivism, and as the leading engineer and mathematician during the late 19th and early 20th century he created hyperboloid, thin shell and tensile structures of extraordinary refinement and elegance. » (« L'origine des structures « diagonales » est sûrement le génie russe Vladimir Choukhov. Il a été le pionnier de nouvelles méthodes analytiques dans de nombreux domaines différents, et j'ai eu la chance de visiter plusieurs de ses projets réalisés plus d'une fois. Choukhov a laissé un héritage durable au constructivisme des débuts de la Russie soviétique et, en tant qu'ingénieur et mathématicien de premier plan à la fin du XIXe siècle et au début du XXe siècle , il a créé des structures hyperboloïdes, à coque mince et tendues d'un raffinement et d'une élégance extraordinaires. »)

## Bâtiments utilisant une diagrille
- United Steelworkers Building (en), Pittsburgh, Pennsylvanie, 1961[5]
- Tour Choukhov à Polibino, Polibino, Russie (1896)
- Rotonde Choukhov (en) à l'Exposition panrusse de 1896 (en), Nijni Novgorod, Russie (1896)
- Tour Choukhov, Moscou, Russie
- Hearst Tower, New York, États-Unis[5]
- 30 St Mary Axe, Londres, Angleterre[5]
- 1 The Avenue (en), Manchester, Angleterre
- CCTV Headquarters, Pékin, Chine
- The Bow, Calgary, Canada
- Bibliothèque centrale de Seattle, Seattle, États-Unis
- Capital Gate, Abu Dhabi, Émirats arabes unis[5]
- Aldar Headquarters, Abu Dhabi, Émirats arabes unis
- Guangzhou International Finance Center, Guangzhou, Chine
- Queen Elizabeth II Great Court au British Museum, Londres, Angleterre
- Nagoya Dome, Nagoya, Japon
- Westhafen Tower, Francfort, Allemagne
- Merdeka 118, Kuala Lumpur, Malaisie
- MyZeil (en), Francfort, Allemagne
- The Crystal (Copenhague) (en), Copenhague, Danemark
- United Steelworkers Building (en), Pittsburgh, États-Unis
- Tornado Tower, Doha, Qatar
- Newfoundland, Londres, Angleterre
- Lotte World Tower, Séoul, République de Corée
- Torres Atrio, Bogotá, Colombie
- Tour D2, Paris[5]
- Tornado Tower[6]